# Polystachya riomuniensis
Polystachya riomuniensis là một loài thực vật có hoa trong họ Lan. Loài này được Stévart & Nguema mô tả khoa học đầu tiên năm 2004.